# Akysis vespa
Akysis vespa — вид риб з роду Akysis родини Akysidae ряду сомоподібні. Видова назва походить від латинського слова vespa, тобто «оса».

## Опис
Загальна довжина сягає 3,1 см. Голова трохи стисла зверху. Очі помірного розміру. Є 4 пари вусів. Тулуб подовжений. Скелет складається з 31-32 хребців. Хвостове стебло подовжене. У спинному плавці є 1 колючий і 5 м'яких променів. Грудні плавці витягнуті. Задній край шипів грудних плавців гладенький. У самців коротші черевні плавники і опуклий статевий сосочок. Жировий плавець маленький. Хвостовий плавець трохи розділений.
Загальний фон жовтувато-золотавий, голова темніше. На тулубі є 3 коричневі плями — в області спинного і жирового плавців і біля основи хвостового, які між собою не з'єднуються.

## Спосіб життя
Демерсальна риба. Зустрічається в невеликих річках з прозорою водою і швидкою течією. Віддає перевагу кам'янистим ділянкам, де рослинності, крім водоростей, немає. Вдень ховається під камінням. Активна вночі. Живиться дрібними донними безхребетними.
Нерест груповий (1 самиця і декілька самців) на течії й над кам'янистим ґрунтом.

## Розповсюдження
Мешкає на сході М'янми і на заході Таїланду.